# Дворжачек, Фердинанд Готард Кароль
Фердинанд Готард Карл Дворжачек (5 мая 1804[…], Члухув, Поморское воеводство — 15 декабря 1877, Тополя-Крулевска, Лодзинское воеводство) — врач, руководитель Евангелической больницы в Варшаве, доктор медицины, автор ряда научных работ. Член Познанского общества друзей наук.

## Биография
Фердинанд Дворжачек родился 5 мая 1804 года в Западной Пруссии в семье владельца фабрики Вацлава Дворжачека и его жены Юзефы (урождённой Хуб).  Обучался в школе в Злотуве, затем в Варшавской и Плоцкой гимназиях; медицинские науки начал изучать в Варшавском университете, куда поступил в 1823 году, однако, через два года отправился для продолжения образования за границу и занимался в Берлине, Лейпциге и Париже. Степень доктора медицины получил в Виленском университете в 1830 году защитив диссертацию по теме «De morbis culis syphilitisis». 
В 1831 году, в разгар Польского восстания, Дворжачек прибыл в Варшаву и исполнял врачебные обязанности при военных госпиталях. В этом же году, когда в Российской империи была пандемия холеры, он был послан в Замостье для ухода за больными. Был награждён польским военным орденом Virtuti militari.
Осенью 1831 года опять уезжал за границу «для усовершенствования в науках»; повышал свой профессиональный уровень в Гёттингене, Гейдельберге и в Париже. В начале 1835 года Дворжачек возвратился в Россию.
В 1837 году он занял место главного врача во вновь основанной в Варшаве Евангелической больнице. 
В 1847 году Фердинанд Готард Кароль Дворжачек практически полностью ослеп и поселился в деревню Тополя-Крулевска, близ Лужиц, где и скончался 15 декабря 1877 года. 
Работы Дворжачка написаны в основном на польском языке; касаются они разных отраслей медицины; в них затрагиваются вопросы хирургии, болезней внутренних органов и истории медицины. Большинство его статей были опубликованы в «Памятнике лекарского товарищества», издававшемся в Варшаве.